# Памятник Юрию Деточкину
Памятник Юрию Деточкину, герою художественного фильма Эльдара Рязанова «Берегись автомобиля», установлен в Самаре на Комсомольской площади рядом с Самарским железнодорожным вокзалом.

## История

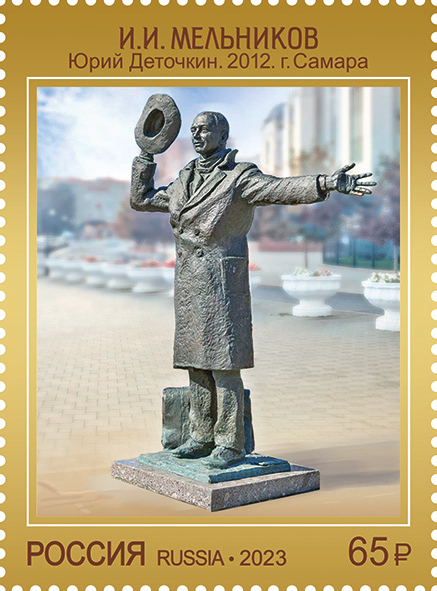
И. И. Мельников. «Юрий Деточкин. 2012. г. Самара»

Памятник был установлен в честь празднования 85-летия Эльдара Рязанова, который родился в Самаре 18 ноября 1927 года. Бронзовая скульптура высотой 2,2 м и весом 470 кг изображает страхового агента, актёра самодеятельного театра и угонщика автомобилей Юрия Деточкина так, как он запечатлён в финальной сцене фильма, когда он стоит перед троллейбусом с откинутой в приветственном жесте рукой со шляпой, с саквояжем у ног и с улыбкой «Здравствуй, Люба, я вернулся!».
Эскиз композиции был создан главным художником «Новой газеты» Петром Сарухановым, а редактор «Новой газеты» Дмитрий Муратов являлся одним из вдохновителей проекта. Сама бронзовая скульптура была создана членом Союза художников России Иваном Мельниковым. По словам скульптора, он постарался изобразить внутреннее состояние человека, сохранившего в своей душе добро, несмотря на все пройденные им испытания. Памятник создавался на внебюджетные средства.

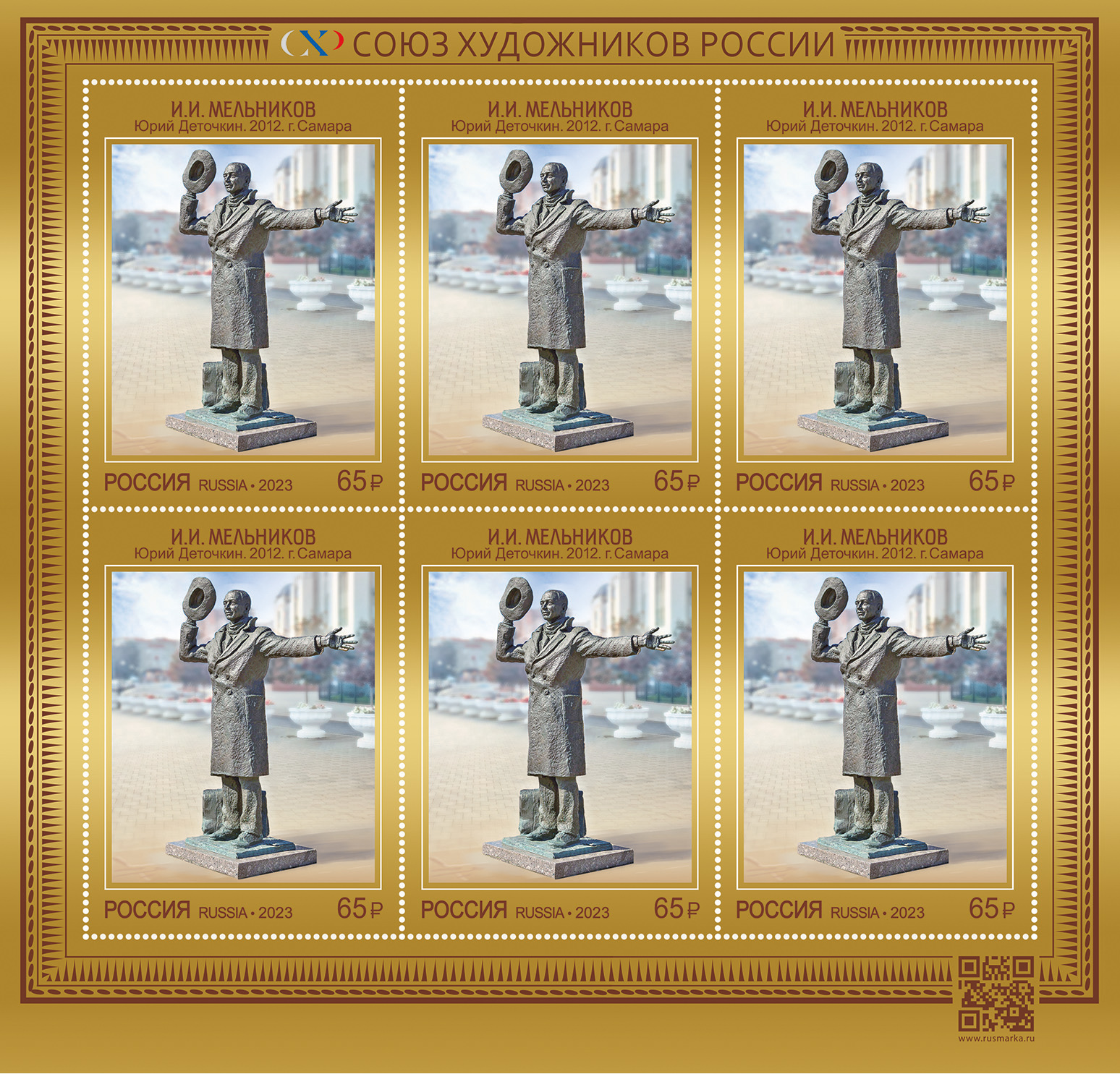
И. И. Мельников. «Юрий Деточкин. 2012. г. Самара»

Местом для установки скульптурной композиции была выбрана площадь рядом с вокзалом, чтобы памятник был виден как самарцам, так и гостям города. Место установки памятника одобрил сам Рязанов. Памятник в присутствии около двухсот человек был открыт 9 ноября 2012 г. На торжественную церемонию прибыл Эльдар Рязанов с супругой, а на большом экране было показано видеопоздравление актрисы Ольги Аросевой, в фильме «Берегись автомобиля» игравшей невесту Юрия Деточкина Любу, к которой он вернулся из тюрьмы. На открытии памятника присутствовал также губернатор Самарской области Николай Меркушкин.